# Blue Zone
「Blue Zone」（ブルー・ゾーン）は、工藤静香の通算34枚目のシングル。1999年4月7日発売。発売元はポニーキャニオン。

## 概要
1994年「Blue Rose」、1997年「Blue Velvet」に続く"Blue"第3弾シングル。これらを称し ″Blue三部作″と呼ばれている。表題曲「Blue Zone」は、工藤本人が出演したトーヨータイヤのCMソングとして使用された。
当初、発売告知の段階でのタイトルは「i.n.g」とされていた。その後、曲自体が変更されたか、曲名のみの変更であったかは不明。
1987年8月31日のソロ・デビュー以降続いた、ポニーキャニオンからのシングル発売は本作で一旦終了。その後は、2005年発売の「Lotus〜生まれし花〜」よりポニーキャニオンに復帰した。
「Blue Zone」「ZIGUZAGU」の2曲が収録されたアルバム『Full of Love』（1999年6月2日発売）リリース後にコンサートを開催して以降、しばらく開かれていなかったが、ソロデビュー記念日である2007年8月31日、8年ぶりにライブが開催された。
1999年6月30日、NHKホールでのライヴを収録したDVD『Full of Love 〜Concert Tour 1999』が1999年9月17日にリリースされた。この映像は2007年9月19日発売の『Shizuka Kudo THE LIVE DVD COMPLETE BOX』でも視聴可能となっている。
「Blue Zone」は、倖田來未がモーニング娘。第2次追加メンバーオーディション（1999年8月）の際に歌唱している。その模様は、テレビ東京系オーディション番組『ASAYAN』で放送された。

## 収録曲
全作詞：愛絵理
1. Blue Zone（4:48）
作曲：都志見隆　編曲：澤近泰輔
2. ZIGUZAGU（4:55）
作曲・編曲：イクマアキラ
3. Blue Zone（less vocal）

## 楽曲の収録アルバム
- Blue Zone
  - Full of Love（14th アルバム）
  - ミレニアム・ベスト
- ZIGUZAGU
  - Full of Love